# پینکنیا پوبنز
پینکنیا پوبنز (نام علمی: Pinckneya bracteata) نام یک گونه از تیره روناسیان است.